# Departament Północno-Wschodni
Departament Północno-Wschodni (Nord-Est) – jeden z dziewięciu departamentów Haiti, położony w północno-wschodniej części kraju. Od wschodu graniczy z Dominikaną. Departament zajmuje powierzchnię 1805 km² i jest zamieszkany przez 284 tys. osób (szacunkowo, 2002). Jego stolicą jest Fort-Liberté.
Departament dzieli się na 4 arrondissement:
1. Fort-Liberté
2. Ouanaminthe
3. Trou-du-Nord
4. Vallières